# الدمنة (قفل شمر)

تعديل مصدري - تعديل

الدمنة هي إحدى قرى عزلة الدانعي بمديرية قفل شمر التابعة لمحافظة حجة، بلغ تعداد سكانها 216 نسمة حسب تعداد اليمن لعام 2004.